# Christlicher Missionsdienst
Der Christlicher Missionsdienst e.V. (CMD), ein christliches Kinderhilfswerk, ist in Indien, auf den Philippinen, in Indonesien, Israel und Bangladesch tätig. Fast 10.000 Kinder und Jugendliche werden in seinen Tagesstätten, Kinderdörfern und Ausbildungsstätten betreut.
Im Jahr 1957 wurde von Emil Richter und Erwin Klinge der Verein in Frankfurt am Main mit dem Ziel gegründet, Waisen und Not leidenden Kindern in Indien zu helfen. Heute hat der CMD seinen Sitz in Burk, im Landkreis Ansbach. 1969 entstand eine Stiftung Christlicher Missionsdienst in der Schweiz mit Sitz in Lausanne.
Der Verein finanziert sich durch Patenschaften und Spenden von Privatpersonen und ist mit dem Spendenprüfzertifikat der Deutschen Evangelischen Allianz ausgezeichnet.